# Geranomyia obsolescens obsolescens
Geranomyia obsolescens obsolescens is een ondersoort van de tweevleugelige Geranomyia obsolescens uit de familie steltmuggen (Limoniidae). De soort komt voor in het Afrotropisch gebied.